# Кётанго
Кётанго (яп. 京丹後市 Кё:танго-си) — город в Японии, находящийся в префектуре Киото. Площадь города составляет 501,43 км², население — 50 867 человек (1 октября 2020), плотность населения — 101,44 чел./км².

## Географическое положение
Город расположен на острове Хонсю в префектуре Киото региона Кинки. С ним граничат города Миядзу, Тоёока и посёлки Ине, Йосано.

## Население
Население города составляет 50 867 человек (1 октября 2020), а плотность — 101,44 чел./км². Изменение численности населения с 1980 по 2005 годы:
| 1970 | 75 187 чел. |  |
| 1975 | 74 494 чел. |  |
| 1980 | 72 966 чел. |  |
| 1985 | 71 548 чел. |  |
| 1990 | 69 085 чел. |  |
| 1995 | 67 208 чел. |  |
| 2000 | 65 578 чел. |  |
| 2005 | 62 723 чел. |  |
| 2010 | 59 038 чел. |  |
| 2015 | 55 054 чел. |  |

## Символика
Деревом города считается Fagus crenata, цветком — Pseudolysimachion ornatum.

## Известные уроженцы
Дзироэмон Кимура (яп. 木村 次郎右衛門 Кимура Дзироэмон?, родился 19 апреля 1897 года - умер 12 июня 2013 года) — бесспорный рекордсмен по долгожительству среди мужчин. Умер в больнице в возрасте 116 лет и 54 дней